# Frankie Neil
Frankie Neil est un boxeur américain né le 25 juillet 1883 à San Francisco, Californie, et mort le 6 mars 1970.

## Carrière
Passé professionnel en 1900, il devient champion du monde des poids coqs le 13 août 1903 en battant par KO au second round Harry Forbes. Neil conserve son titre en faisant match nul contre Johnny Reagan puis s'incline contre le britannique Joe Bowker le 17 octobre 1904 par décision à l'issue des 20 rounds. Il met un terme à sa carrière en 1910 sur un bilan de 20 victoires, 11 défaites et 3 matchs nuls.